# Rosype
 (juin 2012).

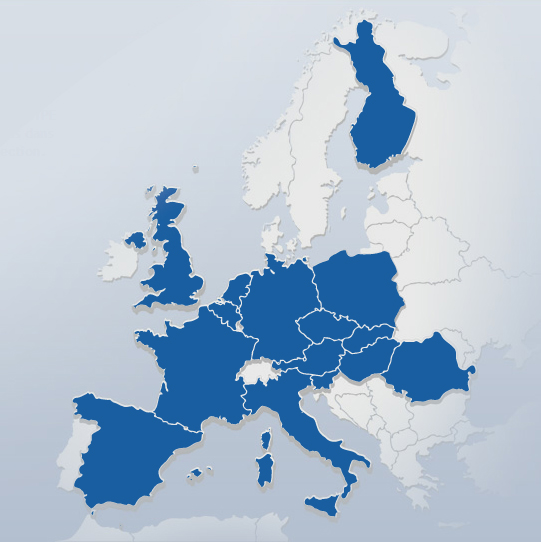
Pays dans lesquels des actions Rosype sont menées.

Le projet Rosype (ROad Safety for Young People in Europe) a été initié en 2009 par la Commission européenne et a pour ambition d’éduquer 730 000 jeunes Européens à la sécurité routière en trois ans. Il est coordonné par le groupe Michelin. 
Rosype organise des événements et développe des programmes éducatifs dans quinze pays européens depuis 2009.

## Origine du projet
Le projet vient du constat que les morts victimes d'accident de la route sont essentiellement des jeunes : chaque année près de 5 000 personnes, âgées de 18 à 25 ans, meurent dans des accidents au sein de l’Union européenne. Toutes catégories confondues, les individus âgés de moins de 24 ans représentent 20 % des tués sur les routes. Le projet considère que l'éducation permettrait une amélioration significative de la situation.

## Description du projet
Rosype est né de la volonté d’apporter des solutions concrètes à cet enjeu. Il repose sur l’idée d’un « continuum éducatif », c’est-à-dire d’un apprentissage progressif, continu et adapté de la sécurité routière aux différentes étapes de la vie. Il s’adresse aux jeunes de 6 à 25 ans.
Rosype encourage l’enseignement de la sécurité routière à l’école, en proposant des programmes pédagogiques dans les établissements primaire, secondaire et supérieur. Il valorise l’expérimentation des notions[style à revoir] et les bons comportements par les jeunes, eux-mêmes, sur le terrain, considérant qu'une expérience vécue est une leçon qui a ainsi plus de chance d’être retenue.

## Actions
Par exemple, les plus jeunes peuvent participer à la formation qui leur est dédiée, qui leur enseigne les règles de la route. 
Les jeunes conducteurs peuvent s'exercer sur un simulateur de conduite. Celui-ci reproduit les dangers liés à une conduite avec des pneus dégonflés ou en mauvais état. Les jeunes conducteurs testent ainsi en toute sécurité les conséquences d’un comportement imprudent, tandis que des écrans panoramiques permettent au public de profiter de cette expérience. 
Rosype est aussi actif sur les médias sociaux, en particulier sur Facebook. 80 % des jeunes européens, âgés de 16 à 24 ans, les utilisent régulièrement .